# Arrows A9
Az Arrows A9 egy Formula–1-es versenyautó, amellyel az Arrows csapat versenyzett az 1986-os Formula–1 világbajnokság során. Pilótái Thierry Boutsen és Christian Danner voltak.

## Áttekintés
Az autót ugyanaz a négyhengeres soros elrendezésű BMW-motor hajtotta, amit a Brabham és a Benetton csapat is használt, és amely abban az időben a legerősebb volt. Mégis gyengébb volt a többiekénél, mert nem a BMW-gyár tartotta karban őket, hanem a svájci tervezőguru Heini Mader.
Az A9-es feladata az lett volna, hogy leváltsa az A8-as modellt, ám kiderült róla, hogy rosszabb annál. A kasztnit a British Aerospace építette, immár tisztán szénszálból, viszont rengeteget késlekedtek vele, ezért csak a szezon közepére készült el. Dave Wass tervező a sikertelenségek miatt ott is hagyta a csapatot az idény végén.
Összesen három versenyen: a német, a magyar és az osztrák nagydíjon indították, kétszer Boutsen, egyszer Danner vezette, ám mindhárom alkalommal kiestek a turbó illetve a hátsó felfüggesztés meghibásodása miatt.
Mint kiderült, az autó hátsó része volt alapvetően félretervezve, ezért később egy öszvér-autót építettek: az A9-es elejéből és az A8-as hátuljából. Habár ez nem tűnt annyira rossznak, végül az A8-asra történő visszaváltás mellett döntöttek.

## Eredmények
(félkövér jelöli a pole pozíciót, dőlt betű a leggyorsabb kört)
| Év   | Csapat             | Motor   | Gumik | Pilóták          | 1   | 2   | 3   | 4   | 5   | 6   | 7   | 8   | 9   | 10  | 11  | 12  | 13  | 14  | 15  | 16  | Pontok | Helyezés |
| ---- | ------------------ | ------- | ----- | ---------------- | --- | --- | --- | --- | --- | --- | --- | --- | --- | --- | --- | --- | --- | --- | --- | --- | ------ | -------- |
| 1986 | Barclay Arrows BMW | BMW M12 | G     |                  | BRA | ESP | SMR | MON | BEL | CAN | DET | FRA | GBR | GER | HUN | AUT | ITA | POR | MEX | AUS | 1*     | 10.      |
| 1986 | Barclay Arrows BMW | BMW M12 | G     | Thierry Boutsen  |     |     |     |     |     |     |     |     |     | KI  |     | KI  |     |     |     |     | 1*     | 10.      |
| 1986 | Barclay Arrows BMW | BMW M12 | G     | Christian Danner |     |     |     |     |     |     |     |     |     |     | KI  |     |     |     |     |     | 1*     | 10.      |

* 1 pontot az Arrows A8-assal szereztek

## Forráshivatkozások
1. ↑  Latest Formula 1 Breaking News - Grandprix.com. www.grandprix.com. (Hozzáférés: 2024. szeptember 27.)
2. ↑  Arrows A9 • STATS F1. www.statsf1.com. (Hozzáférés: 2024. szeptember 27.)